# Deian Verón
Deian Verón (La Plata, 25 settembre 2000) è un calciatore argentino, centrocampista del Miami FC.

## Biografia
È figlio dell'ex calciatore Juan Sebastián Verón e nipote di Juan Ramón Verón.

## Carriera
Verón ha iniziato a giocare a calcio nelle giovanili dell'Estudiantes (LP), venendo promosso in prima squadra nel gennaio 2021 dall'allenatore Ricardo Zielinski. Ha debuttato il 7 marzo nella vittoria esterna per 5-0 contro l'Arsenal Sarandí in Copa de la Liga Profesional.
Nel gennaio 2022 è stato ceduto in prestito al Central Córdoba (SdE) fino al termine dell'anno. Il 15 luglio ha realizzato la sua prima rete nella sconfitta casalinga per 1-3 contro il Patronato.

## Statistiche

### Presenze e reti nei club
Statistiche aggiornate al 6 settembre 2023.
| Stagione        | Squadra               | Campionato      | Campionato | Campionato | Coppe nazionali | Coppe nazionali | Coppe nazionali | Coppe continentali | Coppe continentali | Coppe continentali | Altre coppe | Altre coppe | Altre coppe | Totale | Totale | Totale |
| Stagione        | Squadra               | Comp            | Pres       | Reti       | Comp            | Pres            | Reti            | Comp               | Pres               | Reti               | Comp        | Pres        | Reti        | Pres   | Reti   |        |
| --------------- | --------------------- | --------------- | ---------- | ---------- | --------------- | --------------- | --------------- | ------------------ | ------------------ | ------------------ | ----------- | ----------- | ----------- | ------ | ------ | ------ |
| 2021            | Estudiantes (LP)      | PD              | 0          | 0          | LP              | 1               | 0               |                    | -                  | -                  |             | -           | -           | 1      | 0      |        |
| 2022            | Central Córdoba (SdE) | PD              | 14         | 1          | CA+LP           | 0+5             | 0               |                    | -                  | -                  |             | -           | -           | 19     | 1      |        |
| 2023            | Estudiantes (LP)      | PD              | 2          | 0          | CA+LP           | 1+1             | 0               | CS                 | 2                  | 0                  |             | -           | -           | 6      | 0      |        |
| Totale carriera | Totale carriera       | Totale carriera | 16         | 1          |                 | 8               | 0               |                    | 2                  | 0                  |             | -           | -           | 26     | 1      |        |